# Barbudi
Barbudi, Barbooth oder Barbotte ist ein ursprünglich aus dem östlichen Mittelmeerraum stammendes Würfel-Glücksspiel. In den USA und Kanada wird es vorwiegend von Personen griechischer und jüdischer Herkunft gespielt.

## Spielweise

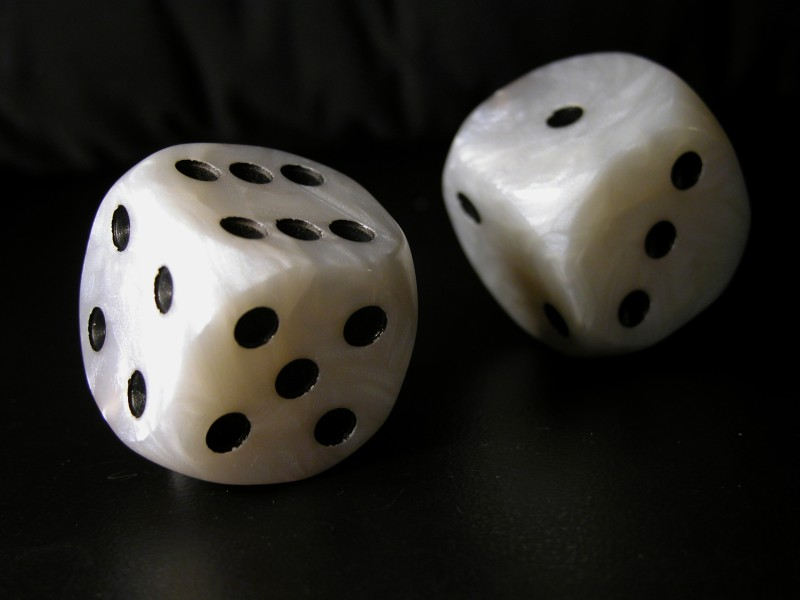
Spielwürfel

Vor Beginn legen die Spieler durch Werfen eines Würfels eine Reihenfolge fest; der Spieler mit der höchsten Zahl wird Shooter, der Spieler mit der zweithöchsten Zahl Fader. Am eigentlichen Spiel nehmen nur diese beiden Personen teil, alle anderen Spieler sind nur durch Einsätze beteiligt.
Zunächst wirft der Shooter zwei Würfel, fällt dabei
- eine Gewinnzahl, d. h. 6–6, 5–5, 3–3 oder 6–5, so gewinnt er sofort,
- eine Verlustzahl, d. h. 4–4, 2–2, 1–1 oder 2–1, so verliert er sofort,
- irgendeine andere Kombination, so übergibt er die Würfel seinem Gegner.

Wirft nun der Fader eine Gewinnzahl, so gewinnt er; wirft er eine Verlustzahl, so verliert er, wirft er eine andere Kombination, so gibt er die Würfel wieder dem Shooter zurück. Auf diese Weise setzt sich das Spiel solange fort, bis eine Entscheidung fällt.
Die Rollen von Shooter und Fader wechseln nach jeder Runde, ähnlich dem Spiel in einer Chouette (siehe dort): Gewinnt der Shooter, so behält er seine Rolle und spielt gegen den im Range folgenden Spieler. Verliert der Shooter, so rückt der bisherige Fader in die Position des Shooters auf.
Im Unterschied zu Craps und zur üblichen Spielweise in einer Chouette, legt bei Barbudi jedoch nicht der Shooter, sondern der Fader das Banco fest. Nachdem der Fader gesetzt hat, tätigt der Shooter seinen Einsatz und zuletzt wetten – falls der Shooter weniger als der Fader gesetzt hat – die übrigen Spieler, bis der Einsatz des Faders voll gehalten ist. 
Darüber hinaus können weitere Spieler untereinander auf den Sieg des Shooters bzw. Sieg des Faders Nebenwetten abschließen.
Die Spielregeln bieten für keine der beiden Parteien einen Vorteil, die Gewinn-Wahrscheinlichkeiten betragen für Shooter und Fader jeweils 50 %. Spielclubs ziehen jedoch von jedem Gewinn eine Taxe in Höhe von ca. 5 % ab, sodass ein Spieler im langfristigen Mittel 2,5 % seiner Einsätze an den Veranstalter verliert (vgl. Bankvorteil).

## Varianten
Manchmal wird so gespielt, dass der Shooter vor seinem ersten Wurf entscheiden kann, ob bei den Würfen 6–5 und 2–1 eine Entscheidung fällt, oder nicht.